# TIFF 2002
Prima ediție a Festivalul Internațional de Film Transilvania s-a desfășurat în perioada 3 iunie - 9 iunie 2002 la Cluj. Juriul a fost format din: criticul american de film Ron Holloway, producătorul de film Lewis Chesler, regizorul islandez Hrafn Gunnlaugsson, actrița Oana Pellea și regizorul Constantin Vaeni. 
Au fost vizionate 43 de filme din 15 țări  dintre care 11 în competiție.

## Filmele din competiția oficială
| Titlu original       | Titlu românesc                                        | Țara                                | Regizor           |
| -------------------- | ----------------------------------------------------- | ----------------------------------- | ----------------- |
| Occident             | Occident                                              | România                             | Cristian Mungiu   |
| 101 Reykjavik        | 101 Reykjavik                                         | Islanda                             | Baltasar Kormákur |
| Balra a nap nyugszik | Soarele apune la stânga                               | Ungaria                             | Andras Fesos      |
| Human Nature         | Natura umană                                          | Statele Unite ale Americii / Franța | Michel Gondry     |
| InerTia              | Inerția                                               | Canada                              | Sean Garrity      |
| Last Ball            | Ultimul bal                                           | Statele Unite ale Americii          | Peter Callahan    |
| Lovely Rita          | Lovely Rita                                           | Austria                             | Jessica Hausner   |
| Obeti a vrazi        | Victime și crime                                      | Cehia                               | Andrea Sedláèková |
| Scarlet Diva         | Scarlet Diva                                          | Italia                              | Asia Argento      |
| Sexes très opposés   | Sexe opuse                                            | Franța                              | Eric Assous       |
| Zadnja Vecerja       | Cina cea de taină sau Cum doi nebuni au făcut un film | Slovenia                            | Vojko Anzeljc     |

## Premii

#### Premiile juriului
- Trofeul „Transilvania”, Occident (România) în regia lui Cristian Mungiu
- Cea mai bună interpretare, echipa de actori din distribuția filmului ceh Victime și crime, regia Andrea Sedlackova

#### Alte premii
- Premiul publicului, No Man's Land" (Bosnia) în regia lui Danis Tanovic
- Premiul pentru imagine, Soarele răsare la stânga (Ungaria) în regia lui Andras Fesos
- Premiul de interpretare, distribuția filmului Victime și crime (Cehia) în regia lui Andrea Sedlackova